# Henryk z Virneburga (arcybiskup Kolonii)
Henryk z Virneburga (ur. w 1246, zm. 6 stycznia 1332) – arcybiskup Kolonii i książę-elektor Rzeszy od 1306 r.

## Życiorys
Henryk był synem Henryka, hrabiego Virneburga, oraz Ponzetty. Był kanonikiem w Kolonii i Trewirze. W 1300 r. został wybrany na arcybiskupa Trewiru, jednak nie zaakceptował tego papież. W 1304 r. część kapituły kolońskiej wybrała go na arcybiskupa Kolonii – zatwierdzenie papieża Klemensa V uzyskał dopiero po długich staraniach w 1305 r. (ogłoszono je w styczniu 1306 r.). W 1308 r. podczas elekcji króla niemieckiego oddał głos na Henryka Luksemburskiego, w zamian za liczne obietnice kandydata. Podobnie po jego śmierci, sprzedał swój głos elektorski Fryderykowi Habsburgowi. Głosy elektorów jednak podzieliły się i doszło do podwójnego wyboru: Fryderyka (którego Henryk koronował w listopadzie 1314 r. w Bonn), oraz Ludwika IV Wittelsbacha (koronowanego później w Akwizgranie). Wybuchła długotrwała wojna domowa, a Henryk znalazł się w trudnym położeniu wobec licznych sąsiadów (w tym miasta Kolonii) popierających Wittelsbacha; sam Henryk nie uznał jego władzy. Pozostawał natomiast w dobrych stosunkach z papiestwem – w 1328 r. Jan XXII mianował jego bratanka (także Henryka) arcybiskupem Moguncji; wobec oporu przeciwko tej nominacji ze strony arcybiskupa Trewiru Baldwina Luksemburskiego Henryk zaangażował się mocno w wojnę przeciwko niemu w interesie bratanka (za jego życia jednak bezskutecznej). Jego polityka powodowała chroniczne kłopoty finansowe, którym próbował zaradzić m.in. wysokimi podatkami czy wspomnianymi łapówkami za głosy podczas elekcji.